# نیکولا میچلی
نیکولا می‌چلی (ایتالیایی: Nicola Miceli؛ زادهٔ ۲۸ مهٔ ۱۹۷۱) دوچرخه‌سوار اهل ایتالیا است.